# Arycanda fasciata
Arycanda fasciata là một loài bướm đêm trong họ Geometridae.